# Kurt Daluege
Kurt Max Franz Daluege (även Dalüge), född 15 september 1897 i Kreuzburg, död 23 oktober 1946 i Prag, var en tysk nazistisk politiker och polischef, SS-Oberstgruppenführer (1942). Daluege var chef för tyska ordningspolisen (Orpo) 1936–1943 och ställföreträdande riksprotektor i Böhmen-Mähren 1942–1943.
Efter andra världskriget utlämnades Daluege till Tjeckoslovakien och avrättades som krigsförbrytare år 1946.

## Biografi
Kurt Daluege var son till tjänstemannen Paul Daluege och dennes hustru Laura, född Wecker. Dalueges äldre bror, Erich (född 1895), blev på 1930-talet SS-officer. Från 1902 till 1906 gick Daluege i folkskolan (Volksschule) i Breslau och Frankfurt an der Oder. Därefter studerade han vid Realgymnasium i Frankfurt an der Oder, där han år 1916 avlade nödexamen (Notabitur). Daluege blev år 1914 medlem av den tyska ungdomsrörelsen Wandervogel, som bland annat betonade friluftsliv. År 1916 tog han värvning i den tyska armén och stred på västfronten som krigsfrivillig. I april 1918 sårades han allvarligt i huvudet och i ena axeln och lades senare in på ett militärsjukhus i Frankfurt an der Oder.
Efter första världskrigets slut blev Daluege ledare för en av många frikårer, Selbstschutz Oberschlesien, som stred mot polska upprorsmän i Oberschlesien; senare var han medlem av Sturmabteilung Roßbach, som gjorde insatser i bland annat Lettland. År 1922 anslöt han sig till det antisemitiska Deutschvölkischer Schutz- und Trutzbund, en organisation inom völkisch-rörelsen. Mellan 1922 och 1924 studerade Daluege vid Berlins tekniska högskola och avlade där diplomingenjörsexamen.

### Möte med Hitler och inträde i NSDAP
I början av 1923 träffade Daluege Adolf Hitler vid ett frikårsmöte och inträdde i Nationalsocialistiska tyska arbetarepartiet (NSDAP) med medlemsnummer 31 981. Den 8–9 november 1923 genomförde Hitler ölkällarkuppen i München, och Daluege var då stationerad i Berlin med cirka 30 man för att understödja kuppmakarna. Kuppförsöket misslyckades och Hitler dömdes till fem års fängelse; NSDAP förbjöds. Hitler frisläpptes dock redan i december 1924 och nygrundade NSDAP, i vilket Daluege var delaktig. Mellan 1924 och 1927 tjänstgjorde Daluege som statistiker vid ett järnbruk och som teknisk assistent vid preussiska lantbruksministeriet. År 1926 gifte sig Daluege med Käthe Schwarz (född 1901) och fick med henne tre barn – två söner (födda 1938 och 1940) och en dotter (född 1942). Paret hade även en adopterad son (född 1937).

### Chef för Orpo
I mars 1926 grundade Daluege Berliner Sturmabteilung, Berlins första SA-gruppering. År 1926–1928 var han ställföreträdande Gauleiter i Berlin, underordnad Joseph Goebbels. Efter att först ha varit aktiv i SA blev han i juli 1930 utnämnd till chef för SS i Berlin samtidigt som han blev medlem nr 1 119 i SS. Den 30 januari 1933 ägde Adolf Hitlers maktövertagande rum och i maj samma år utnämndes Daluege till understatssekreterare i det preussiska inrikesministeriet. En av hans närmaste underordnade, Hans Bernd Gisevius, beskriver honom som självgod och ointelligent, men inte utan kurage. I september 1934 befordrades Daluege till Obergruppenführer och blev ställföreträdare för Reichsführer-SS Heinrich Himmler. År 1936 utsågs han till chef för ordningspolisen (Orpo), som med tiden även kom att inbegripa Schutzpolizei, Gendarmerie, Gemeindepolizei, Verwaltungspolizei och Feuerschutzpolizei. Dalueges position kom i praktiken att bli mer eller mindre maktlös efter en omorganisationen av hela polisväsendet i Tyskland. Formellt var dock Daluege den näst mäktigaste polistjänstemannen i Tredje riket; mäktigast var Himmler i egenskap av chef för den tyska polisen. I egenskap av chef för tyska ordningspolisen avlade Daluege ett flertal tjänstebesök i Italien och överlade bland annat med företrädare för den italienska hemliga polisen, OVRA. I oktober 1937 hade Daluege, Himmler, Reinhard Heydrich och Karl Wolff ett möte med Benito Mussolini.

### Stennesrevolten
Ännu i början av 1930-talet var SA:s roll inom nationalsocialismen oklar. Ledaren för SA i Berlin, Walter Stennes, kritiserade byråkratiseringen inom NSDAP och ville att SA skulle agera som revolutionens avantgarde i störtandet av Weimarrepubliken. Stennes krävde för SA:s del tre namn på NSDAP:s partilista inför 1932 års riksdagsval. Stennes och hans underordnade var även missnöjda med lönesystemet och befordringsgången inom SA. Stennes krav avvisades resolut av Hitler. Stennes hotade då att avgå som Berlins SA-chef och ta med sig omkring 15 000 man.

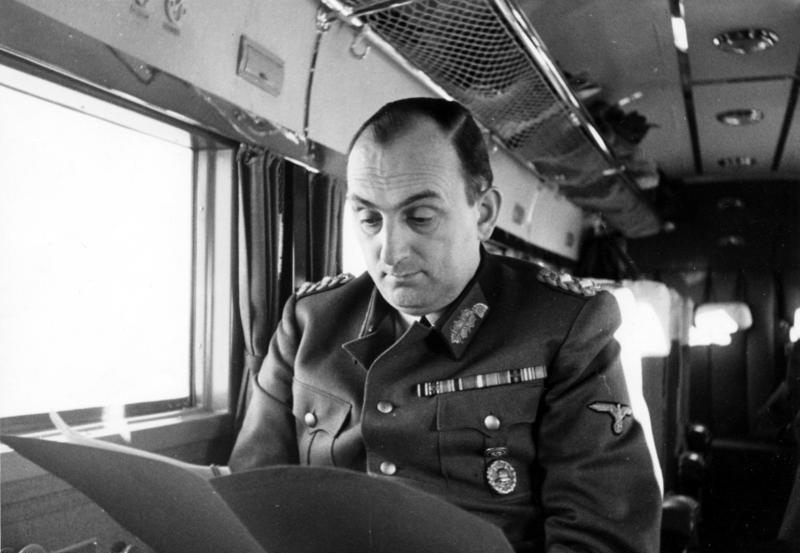
Kurt Daluege i polisgeneralsuniform, november 1940.

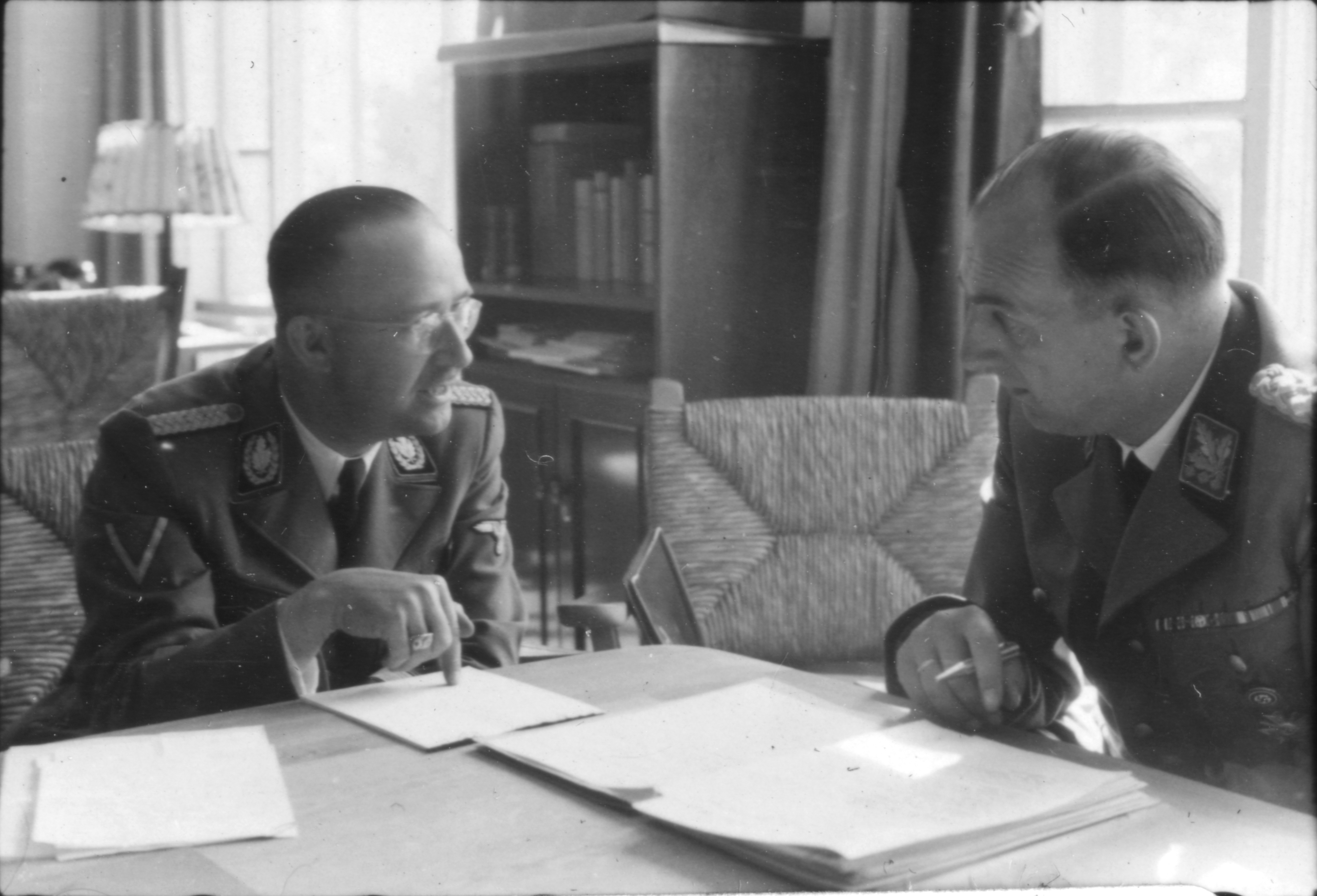
Kurt Daluege (till höger) och Heinrich Himmler år 1943.

Stennes och hans mannar intog i slutet av augusti 1930 Gau-kontoret i Berlin och förklarade Gauleiter Joseph Goebbels avsatt. Goebbels varskodde Hitler, som befann sig i Bayreuth; Hitler flög till Berlin och talade till Stennes och SA och påminde dem om deras lojalitet till Führern. Han utlovade ökade anslag till SA. Upprördheten hos Berlins SA svalnade momentant, men blossade åter upp efter att Hitler hade ersatt Franz Pfeffer von Salomon med Ernst Röhm som SA-chef. Stennes kritiserade Röhms ledarskap och motsatte sig Röhms homosexualitet. Hitler utgav ett dekret som gjorde SA underordnat partiorganisationen och Röhm förbjöd SA att ägna sig åt gatustrider. Natten till den 1 april 1931 stormade Stennes och SA NSDAP:s partikansli i Berlin. Goebbels kallade då in Kurt Daluege, dåvarande chef för SS i Berlin, som angrep Stennes och dennes SA-män och kväste revolten. Hitler ansåg att SS i Berlin under Dalueges befäl hade visat obrottslig lojalitet gentemot Führern och skrev ett personligt tackbrev till Daluege. En av formuleringarna i detta brev lyder: "SS-Mann, deine Ehre heißt Treue!" ("SS-man, din ära heter trohet!). Heinrich Himmler tog därefter detta till motto för SS i något förändrad form: "Min ära heter trohet!"

### Andra världskriget
Drygt en vecka innan Nazityskland inledde Operation Barbarossa, anfallet på den tidigare bundsförvanten Sovjetunionen, var Himmler värd för ett möte med SS-generaler på slottet Wewelsburg. Mellan den 12 och 15 juni 1941 träffades, förutom Himmler, bland andra Daluege, Heydrich, Wolff, Erich von dem Bach-Zelewski, Hans-Adolf Prützmann och Friedrich Jeckeln för att diskutera det förestående fälttåget mot Sovjetunionen. Samtalet gällde Operation Barbarossa som ett ideologiskt förintelsekrig. Himmler menade, att fälttåget inte endast vara ett militärt och ideologiskt krig, utan även ett förintelsekrig mot bland andra judar och slaver. Himmler räknade med att mellan 20 och 30 miljoner slaver och judar skulle förgås genom raskamp. Den 22 juni 1941 inledde Tyskland anfallet på Sovjetunionen och en dryg månad senare bevittnade Daluege personligen arkebuseringen av drygt 4 400 judar i närheten av Brest-Litovsk.
I augusti och september 1941 besökte Daluege Ostland, de av Nazityskland ockuperade östliga territorierna som inbegrep Estland, Lettland, Litauen och Vitryssland samt några andra mindre områden. Han hade personliga möten med Prützmann, Jeckeln, Hinrich Lohse och Wilhelm Kube. Tillsammans med Erich von dem Bach-Zelewski bevittnade Daluege arkebuseringen av drygt 2 200 judar i Berditjev. Den 24 oktober 1941 utfärdade Daluege en order om att 50 000 judar skulle deporteras från Tyskland, Österrike och Böhmen och Mähren till områdena kring Riga och Minsk. Tågtransporterna till öst skulle övervakas av Orpo, och logistiken på plats skulle ombesörjas av lokala representanter för Sicherheitsdienst.

### Böhmen-Mähren
Den 29 april 1942 befordrades Daluege till Oberstgruppenführer. Knappt en månad därefter, den 27 maj 1942, utsattes den ställföreträdande riksprotektorn i Böhmen-Mähren, Reinhard Heydrich, för ett attentat i Prag och avled den 4 juni av sina skador. Dagen därpå, 5 juni, utsågs Daluege till Heydrichs efterträdare. En av hans första åtgärder var att som vedergällning för Heydrichs död beordra förintandet av de tjeckiska byarna Lidice och Ležáky.
År 1943 drabbades Daluege av två hjärtinfarkter till följd av neurologisk sjukdom och tvingades den 24 augusti samma år att pensionera sig ur tjänst. Hitler förlänade honom i samband med detta riddargodset Ilsenau. Återstoden av kriget tillbringade Daluege på ett av sina gods. Efter krigsslutet greps den försvagade Daluege av allierade trupper i Lübeck och hölls internerad i Mondorf-les-Bains i Luxemburg tillsammans med bland andra Hermann Göring, Wilhelm Keitel, Joachim von Ribbentrop och Julius Streicher. Daluege överlämnades i maj 1946 till tjeckoslovakiska myndigheter.

### Rättegång och död
En tjeckisk folkdomstol ställde i Prag Daluege inför rätta som krigsförbrytare. Rättegången mot Daluege, som hölls från den 9 till den 23 oktober, handlade främst om hans ansvar för skövlandet av de tjeckiska byarna Lidice och Ležáky i juni 1942 efter attentatet mot Reinhard Heydrich samt deportationen av riksprotektoratets judiska befolkning.
Domstolen dömde Daluege till döden och avrättade honom genom hängning i Pankrác-fängelset i Prag. Strax före avrättningen försökte Daluege att begå självmord genom att skära upp sina handleder. Tjeckerna hade tidigare samma år avrättat den sudettyske nazisten Karl Hermann Frank, med vilken Daluege hade samarbetat i Böhmen-Mähren. Daluege begravdes i en anonym grav på Ďáblice-kyrkogården i Prag.

## Samtal med Goldensohn
Den amerikanske psykiatern Leon Goldensohn utsågs till fängelsepsykiater i Nürnberg efter andra världskrigets slut. Från januari till juli 1946 övervakade han den psykiska hälsan hos de 21 män som stod åtalade inför den internationella militärtribunalen. Han noterade även deras kroppsliga besvär. Goldensohn intervjuade även några av åklagarsidans och försvarets vittnen. För Goldensohn uppgav Daluege att han vid 36 års ålder blivit diagnosticerad med syfilis, som var nedärvd från hans far. Sjukdomen hade uppenbarligen varit latent under flera år. Det hade inom SS florerat rykten om att den fram till år 1938 barnlöse Daluege lidit av långt gången syfilis och därför blivit steril. Dessa rykten upphörde då paret Daluege fick en son. Goldensohn beskriver Daluege som okänslig, amoralisk och samvetslös och anser att det skulle vara mycket svårt att få en emotionellt meningsfull respons från honom.

## Befordringar i SS
- Oberführer: 25 juli 1930 (Daluege inträdde i SS med denna grad.)
- Gruppenführer: 1 juli 1932
- Obergruppenführer: 9 september 1934
- Generalleutnant der Landespolizei: 20 april 1935
- General der Polizei: 17 juni 1936
- Oberstgruppenführer und Generaloberst der Polizei: 20 april 1942

## Utmärkelser i urval
- Järnkorset av andra klassen: 1918
- Såradmärket i svart: 1918
- SS-Ehrenring (Totenkopfring): 24 december 1933
- NSDAP:s partitecken i guld: 1 februari 1934
- SS Hederssvärd: 15 september 1935
- SS-Julleuchter: 16 december 1935
- Storofficer av Italienska kronorden: 20 april 1937
- Ärekorset: augusti 1937
- Tyska Röda korsets medalj: 30 januari 1938
- Storkorsriddare av Italienska kronorden: 18 oktober 1938
- Anschlussmedaljen (Medaille zur Erinnerung an den 13. März 1938): 21 november 1938
- Sudetenlandmedaljen (Medaille zur Erinnerung an den 1. Oktober 1938) med släpspänne: 4 maj 1939
- Danzigkorset av andra klassen: 31 augusti 1939
- Pragspännet (Spange Prager Burg) till Sudetenlandmedaljen: 26 oktober 1939
- NSDAP:s tjänsteutmärkelse i brons: 30 januari 1940
- Krigsförtjänstkorset av andra klassen med svärd: 30 januari 1941
- Krigsförtjänstkorset av första klassen med svärd: 20 april 1941
- NSDAP:s tjänsteutmärkelse i silver: 1942
- Storofficer av Rumänska stjärnorden
- Tyska korset i silver: 10 september 1942
- Storkorset av Slovakiska korsets orden: 28 juli 1943
- Riddarkorset av Krigsförtjänstkorset med svärd: 6 september 1943
- Hedersärmvinkel (Ehrenwinkel für alte Kämpfer)
- SS tjänsteutmärkelse
- Tyska polisens tjänsteutmärkelse